# Chiesa di San Giacomo Maggiore Apostolo (Averara)
La chiesa di San Giacomo Apostolo è la parrocchiale di Averara, in provincia e diocesi di Bergamo; fa parte del vicariato di Branzi-Santa Brigida-San Martino oltre la Goggia. 

## Storia
La primitiva chiesa di Averara è menzionata per la prima volta nel 1443, nel documento dei privilegi concessi dal doge Francesco Foscari alla località di Averara. Fu consacrata nel 1468 dall'arcivescovo di Milano Paolo Nicopolitano.

Questa chiesa, il cui portico venne affrescato nel XVI secolo, fu elevata a parrocchiale il 23 ottobre 1566 con decreto dell'arcivescovo san Carlo Borromeo Primo parroco fu don Giovanni Battista Longini, che in quell'occasione venne nominato pure vicario foraneo per le parrocchie della Valle Averara e che ricoprì ad interim tra il 1568 ed il 1569 anche l'incarico di pievano di Primaluna.
Da un documento del 1676 s'apprende che nella chiesa avevano sede le confraternite del Santissimo Sacramento, del Rosario e dei Santi Ambrogio e Carlo e che, entro i confini della parrocchia, sorgevano le chiesette di San Rocco e di San Pantaleone.
La parrocchiale è frutto di un importante rifacimento condotto tra il 1713 ed il 1732. Il campanile fu eretto tra il 1720 ed il 1724..
 Nel 1787 la chiesa passò dall'arcidiocesi di Milano alla diocesi di Bergamo. Grazie a un documento datato 1822 si conosce che la parrocchia era compresa nella vicaria di Santa Brigida, situazione confermata da un secondo documento del 1861.
La chiesa venne consacrata il 2 agosto 1901 dal vescovo di Bergamo Gaetano Camillo Guindani. Tra il 1959 ed il 1960 fu restaurata la facciata dell'edificio.
 Il 28 giugno 1971 la chiesa venne aggregata alla neo-costituita zona pastorale IV, per poi entrare a far parte del vicariato di Branzi-Santa Brigida-San Martino Oltre la Goggia il 27 maggio 1979. La parrocchiale fu ristrutturata tra il 1997 ed il 1998.

## Descrizione

### Interno
Opere di pregio conservate all'interno della chiesa sono la tela che ha come soggetto San Giuseppe di Marziale Carpinoni, dello stesso autore un quadro raffigurante l'Angelo col Bambino,  l'organo Serassi, costruito nel XVIII secolo e poi rifatto nel 1844 da Prospero Foglia, la pala con soggetto la Beata Vergine Maria in trono tra le sante Apollonia, Anastasia, Caterina e Lucia, eseguita da Giovan Battista Guarinoni d'Averara nel 1576, quella dell'Assunta, realizzata nel XVI secolo da Lucano da Imola, quella con San Giacomo Apostolo, dipinta da Anzolo Lion nel 1621, eil dipinto Martirio di Sant'Erasmo di Carlo Ceresa.